# Glyphodes phormingopa
Glyphodes phormingopa là một loài bướm đêm trong họ Crambidae.